# Aeroportul Regional Dryden
Aeroportul Regional Dryden (IATA: YHD, ICAO: CYHD) este un aeroport din Ontario, Canada ce deservește zona Dryden⁠(d). Aeroportul a fost tranzitat în 2021 de 1.257 de pasageri.
Situat la o altitudine de 413 m, aeroportul dispune de 1 pistă.

## Infrastructură

### Piste
Aeroportul dispune de o singură pistă. Pista are orientarea 06/24. 